# Hausruckviertel
 (décembre 2023).
Si vous disposez d'ouvrages ou d'articles de référence ou si vous connaissez des sites web de qualité traitant du thème abordé ici, merci de compléter l'article en donnant les références utiles à sa vérifiabilité et en les liant à la section « Notes et références ».
Le quartier de Hausruck (en allemand : Hausruckviertel, ou anciennement Hausruckkreis « arrondissement de Hausruck ») est l'un des quatre quartiers historiques du land de Haute-Autriche. Il tire son nom du Hausruck, une chaîne de collines à l'ouest.
L'arrondissement de Hausruck s'étendait de l'Innviertel au-delà du Hausruck à l'ouest (appartenant à la Bavière jusqu'à la conclusion du traité de Teschen en 1779) jusqu'à la rivière Traun à l'est. Aujourd'hui, le quartier regroupe la ville statutaire de Wels, ainsi que les districts d'Eferding, Grieskirchen, Vöcklabruck, et Wels-Land.